# Hlavní filosofické směry
Hlavní filosofické směry : teoretická analýza historicko-filosofického procesu (rusky Главные философские направления: Теоретический анализ историко-философского процесса) je monografie Teodora Ojzermana.

## Obsah
Tato práce je bezprostředním pokračováním monografie „Problémy historicko-filosofické vědy“ (1969) a jejím cílem je výzkum výchozích principů historicko-filozofické vědy: základní filozofická otázka a hlavní směry ve filozofii.

## Vydání
V Sovětském svazu dílo vyšlo v dvou vydáních. Kniha byla přeložena do několika světových jazyků, česky vyšla v roce 1975 v nakladatelství Svoboda.

## Hodnocení
V roce 1979 byla kniha vyznamenána Plechanovovou cenou, to znamená, největším a nejdůležitějším sovětským vyznamenáním v oblasti filozofie. Tato monografie podle mínění prof. Kasavina zahájila novou stránku v marxistickém pochopení podstaty filozofického vědění.